# Pershore
Pershore – miasto w Wielkiej Brytanii, w Anglii, w hrabstwie Worcestershire.

## Charakterystyka
Pershore leży w regionie West Midlands nad rzeką Avon, 10 km na zachód od miasta Evesham i 10 km na wschód od Upton upon Severn. W 2001 roku miasto to zamieszkiwały 7304 osoby, a w roku 2011 populacja wynosiła 7125 osób. Pershore słynie z produkcji śliwek i organizuje festiwal poświęcony tym owocom (Plum Festival) w sierpniu. Ma także swój klub piłkarski Pershore Town Football Club. Miasto posiada stację kolejową o nazwie Pershore, obsługiwaną przez przewoźnika Great Western Railway, który oferuje bezpośrednie połączenia do Worcesteru i dworca Paddington w Londynie.

## Znani mieszkańcy
- Claude Choules, marynarz[2]
- Robert Fripp, gitarzysta[3]
- Toyah Willcox, piosenkarka[3]

## Miasta partnerskie
- Bad Neustadt
- Plouay